# Jimmy Gatété
Jean Micheal Gatété, detto Jimmy (Bujumbura, 11 dicembre 1982), è un ex calciatore ruandese, di ruolo attaccante.

## Caratteristiche tecniche
Era una punta centrale.

## Carriera

### Club
Nel 2002 ha giocato al Mukura Victory Sports. Nel 2003 si è trasferito all'APR. Nel 2004 è stato ceduto a titolo temporaneo al Durban City. Nel 2005 è tornato all'APR. Nel 2007 è passato al Rayon Sports. Nel 2009 si è trasferito al Police. Nel 2010 è stato acquistato dal St. George.

### Nazionale
Ha debuttato in Nazionale il 30 novembre 2002, in Ruanda-Zanzibar (1-0), in cui ha siglato al minuto 12 la rete del definitivo 1-0. Ha partecipato, con la Nazionale, alla Coppa d'Africa 2004. Ha collezionato in totale, con la maglia della Nazionale, 38 presenze e 8 reti.

## Palmarès

### Club

#### Competizioni nazionali
- Campionato di calcio del Ruanda: 3

APR: 2003, 2005, 2006
- Rwandan Cup: 1

APR: 2006
- Ethiopian Cup: 1

St. George: 2010-2011